# Lepidoniscus ericarum
Lepidoniscus ericarum är en kräftdjursart som beskrevs av Karl Wilhelm Verhoeff1908. Lepidoniscus ericarum ingår i släktet Lepidoniscus och familjen Philosciidae. Inga underarter finns listade i Catalogue of Life.